# كاثرين ماري باركر
كاثرين ماري باركر (بالإنجليزية: Katharine Marie Barker)‏ هي رسامة أمريكية، ولدت في 1891، وتوفيت في 1984.